# Халілов Курбан Алі-огли
Курбан Алі огли Халілов (15 листопада 1906, село Кехралан, тепер місто Ардебіль, Іранський Азербайджан, Іран — 20 березня 2000, місто Баку, Азербайджан) — радянський азербайджанський державний діяч, голова Президії Верховної ради Азербайджанської РСР, міністр фінансів Азербайджанської РСР. Член Бюро ЦК КП Азербайджану. Член Центральної Ревізійної Комісії КПРС у 1971—1986 роках. Депутат Верховної ради Азербайджанської РСР 2-го, 5—11-го скликань. Депутат Верховної ради СРСР 8—11-го скликань, заступник голови Президії Верховної ради СРСР у 1970—1986 роках. 

## Життєпис
Народився в родині робітника. Трудову діяльність розпочав у 1923 році учнем та помічником токаря в місті Баку.
Член ВКП(б) з 1926 року.
У 1932—1935 роках — інженер, начальник цеху заводу імені Кірова в Баку.
У 1933 році закінчив Азербайджанський індустріальний інститут імені Азізбекова.
З 1935 по 1936 рік — у Червоній армії.
У 1937 році — начальник цеху заводу імені Кірова в Баку.
У 1937—1942 роках — директор машинобудівних заводів імені лейтенанта Шмідта, імені Кірова, імені Дзержинського в Баку.
У 1942—1945 роках — заступник секретаря, секретар Бакинського міського комітету КП(б) Азербайджану.
У 1945—1948 роках — заступник начальника об'єднань «Азнафта», «Азнафторозвідка».
У 1948—1954 роках — керуючий будівельного тресту «Азпереселенбуд», заступник міністра радгоспів Азербайджанської РСР, керуючий будівельного тресту «Азрадгоспбуд», начальник будівельного управління «Парагачайбуд» Нахічеванської АРСР.
У 1954—1955 роках — заступник міністра промисловості будівельних матеріалів Азербайджанської РСР.
У 1955—1956 роках — заступник голови виконавчого комітету Бакинської міської ради депутатів трудящих.
У 1956—1958 роках — міністр місцевої промисловості Азербайджанської РСР.
У 1958—1969 роках — міністр фінансів Азербайджанської РСР.
25 грудня 1969 — 30 грудня 1985 року — голова Президії Верховної ради Азербайджанської РСР.
З грудня 1985 року — персональний пенсіонер союзного значення в місті Баку.
Помер 20 березня 2000 року в місті Баку.

## Нагороди
- чотири ордени Леніна
- орден Жовтневої Революції
- орден Трудового Червоного Прапора
- орден Червоної Зірки
- медалі